# Sambre-et-Meuse
Departamentul Sambre-et-Meuse (franceză Département Sambre-et-Meuse) a fost un departament al Franței din perioada revoluției și a primului Imperiu. 
Departamentul a fost format în urma ocupării în 1794 de către trupele revoluționare franceze a Țările de Jos Austriece. Departamentul este numit după Rârile Sambre și Meuse iar reședința este în orașul Namur. Departamentul este divizat în 4 arondismente și 20 cantoane astfel:
- arondismentul Namur, cantoanele: Andenne, Dhuy, Fosses-la-Ville, Gembloux și Namur.
- arondismentul Dinant, cantoanele: Beauraing, Ciney, Dinant, Florennes și Walcourt.
- arondismentul Marche-en-Famenne, cantoanele: Durbuy, Erezée, Havelange, La Roche-en-Ardenne, Marche-en-Famenne și Rochefort.
- arondismentul Saint-Hubert, cantoanele: Gedinne, Nassogne, Saint-Hubert și Wellin.

În urma înfrângerii lui Napoleon la Waterloo, teritoriul intră în componența Regatului Unit al Țărilor de Jos în cadrul căreia formează provincia Namur, provincie existentă în prezent în Belgia. 